# Kriegerdenkmal Kleinheringen

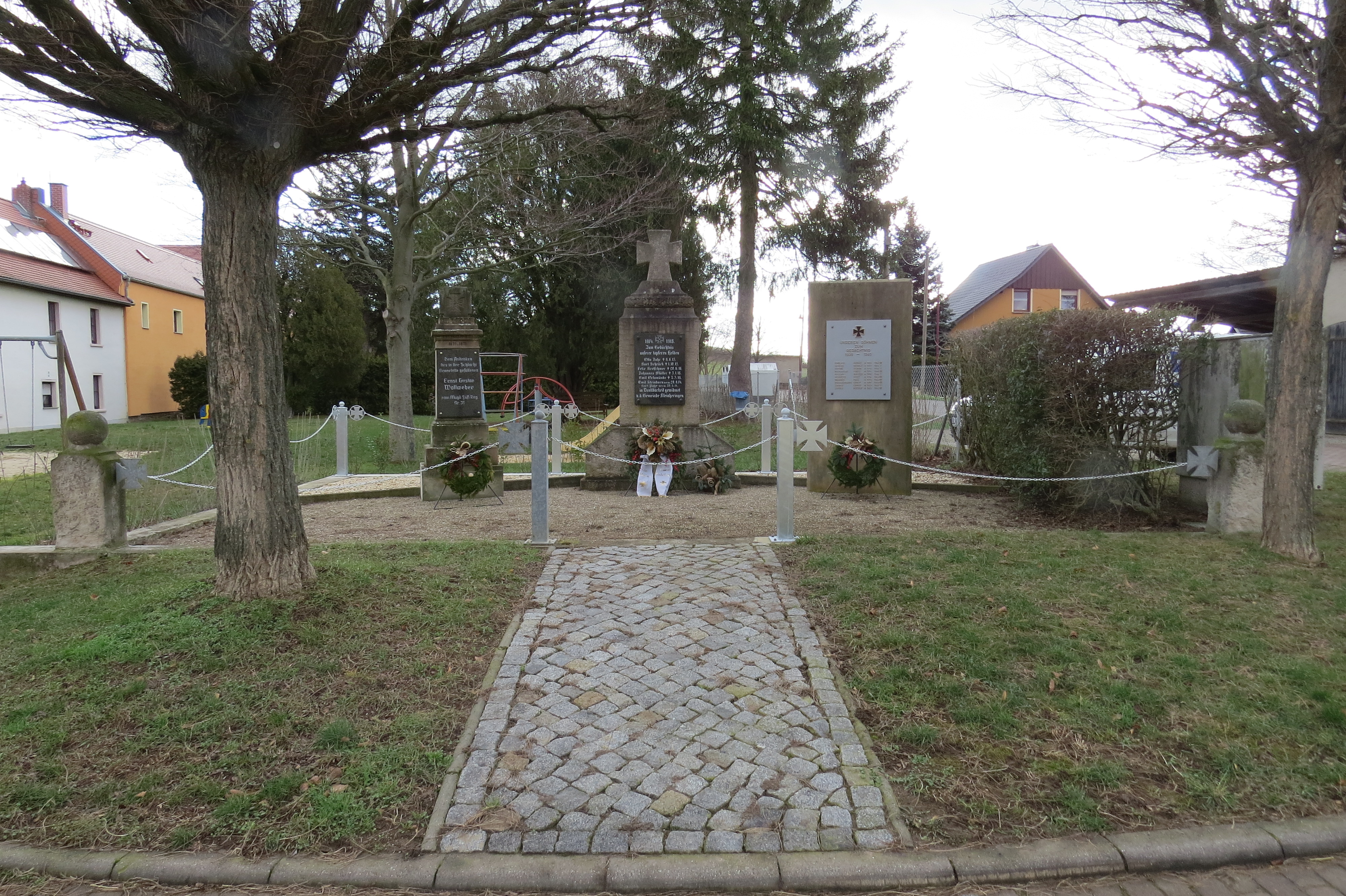
Kriegerdenkmal Kleinheringen

Das Kriegerdenkmal Kleinheringen ist ein denkmalgeschütztes Kriegerdenkmal in der Ortschaft Kleinheringen des Ortsteils Bad Kösen der Stadt Naumburg in Sachsen-Anhalt. Im örtlichen Denkmalverzeichnis ist die Gedenkstätte unter der Erfassungsnummer 094 95567 als Baudenkmal verzeichnet.
Das Kriegerdenkmal von Kleinheringen steht in der Nähe des Spielplatzes des Ortes. Es besteht aus drei Stelen, die an die Gefallenen des Krieges von 1870/71, des Ersten Weltkriegs und des Zweiten Weltkriegs erinnern sollen. Die linke Stele enthält die Inschrift 1870-1871 sowie eine Gedenktafel. Die Inschrift der Gedenktafel lautet Dem Andenken des in der Schlacht Gravelotte gefallenen und den Namen des Gefallenen. Die mittlere Stele wurde für die Gefallenen des Ersten Weltkriegs errichtet und wird von einem Eisernen Kreuz gekrönt. Die Gedenktafel der Stele enthält die Inschrift 1914 1918 Zum Gedächtnis unseren tapferen Helden in Dankbarkeit gewidmet v. d. Gemeinde Kleinheringen sowie die Namen der Gefallenen. Für die Gefallenen des Zweiten Weltkriegs wurde die rechte Stele errichtet. Derer Gedenktafel enthält die Inschrift Unseren Söhnen zum Gedächtnis 1939 – 1945 und die Namen der Gefallenen. Vor den Stelen befindet sich eine Absperrung aus einigen Posten und einer Kette. Die Kette selber ist ebenfalls mit Eisernen Kreuzen verziert.

## Quelle
- Kriegerdenkmal Kleinheringen Online, abgerufen am 18. September 2017.